# Herrarnas dubbel i rodel vid olympiska vinterspelen 2014
Herrarnas dubbel i rodel vid olympiska vinterspelen 2014 hölls på Sanki isbanecenter i närheten av Krasnaja Poljana, Ryssland den 12 februari 2014. 
Tävlingen kördes i två åk under samma dag. Resultatet ur det andra åket blev slutresultatet.

## Medaljörer
| Gren             | Guld                                     | Silver                                         | Brons                                  |
| Herrarnas dubbel | Tobias Arlt (GER) och Tobias Wendl (GER) | Andreas Linger (AUT) och Wolfgang Linger (AUT) | Andris Sics (LAT) och Juris Sics (LAT) |